# Der 81. Schlag
Der 81. Schlag (hebräisch המכה ה-81 Ha-Makah Hashmonim V'Echad) ist ein israelischer Dokumentarfilm aus dem Jahr 1974 unter der Regie von Haim Gouri. Der Film wurde für den Oscar als bester Dokumentarfilm nominiert.

## Handlung
Der Dokumentarfilm verfolgt den Aufstieg Adolf Hitlers und der Nazis zur Macht und deren Unterdrückung der Juden sowie die Auswirkungen auf die in das Land Israel eingewanderten Holocaust-Überlebenden.

## Produktion
Das visuelle Rohmaterial sind Archivfilme. Er zeigt Filmmaterial aus dem Eichmann-Prozess. Die Tonspur des Films basiert auf Auszügen aus Zeugenaussagen des Eichmann-Prozesses von 1961, die im Staatsarchiv gefunden wurden, ihre Gesichter sind jedoch nicht zu sehen. Der Film ist verwoben mit mehreren Balladen, die Haim Gouri auf der Grundlage mündlicher und schriftlicher Dokumente komponiert hat und die von der Sängerin Shuli Nathan gesungen werden. Die Musik, die auf authentischen Liedern und Melodien basiert, stammt von Yosef Mar-Heim.

### Titel
Der Titel geht auf eine Zeugenaussage über Michael Goldman-Gilad im Prozess gegen Adolf Eichmann zurück. Dieser war von einem Nazi 80 Mal ausgepeitscht worden, doch nach dem Krieg glaubten ihm die Israelis nicht oder wandten sich von dem Holocaust-Überlebenden ab. Dieser letzte Zweifel vom eigenen Volk nannte Goldman den 81. Schlag.

### Veröffentlichung
In Deutschland wurde der Film 1977 durch Freunde der Deutschen Kinemathek in die Kinos gebracht.

### Fortsetzung
Der 81. Schlag ist der erste Film der israelischen Holocaust-Trilogie von Bergman, Ehrlich und Gouri. Es folgten Ha-Yam Ha'Aharon (1984) und Pnei Hamered (1985).

## Auszeichnungen
| Auszeichnung                        | Jahr | Kategorie             | Empfänger      | Resultat  |
| ----------------------------------- | ---- | --------------------- | -------------- | --------- |
| Oscar                               | 1975 | bester Dokumentarfilm | Der 81. Schlag | Nominiert |
| Chicago International Film Festival | 1975 | Best Feature          | Der 81. Schlag | Nominiert |